# Lyutitsa Nunatak
Lyutitsa Nunatak är en bergstopp i Antarktis. Den ligger i Sydshetlandsöarna. Argentina, Chile och Storbritannien gör anspråk på området. Toppen på Lyutitsa Nunatak är 430 meter över havet.
Terrängen runt Lyutitsa Nunatak är huvudsakligen kuperad, men österut är den platt. Havet är nära Lyutitsa Nunatak åt sydost. Trakten är glest befolkad. Närmaste befolkade plats är Maldonado Station, 10,5 kilometer nordväst om Lyutitsa Nunatak. 